# Remady
Remady, właściwie Marc Würgler (ur. 12 grudnia 1977 w Zurychu) – szwajcarski DJ i producent muzyczny.

## Single
- 2001: Groovething (feat. Tylene)
- 2005: Electrical Orgasm (& Player)
- 2006: Strange Dayz/Freshness (& Player)
- 2006: Pulse X (& Player)
- 2007: Work/This Picture (& Player, feat. Roby Rob)
- 2009: No Superstar
- 2009: Need 2 Say (feat. Manu-L)
- 2009: Danger Zone (feat. Jorge Martin S)
- 2010: Give Me a Sign (feat. Manu-L)
- 2010: I’m No Superstar (feat. Lumidee & Chase Manhattan)
- 2010: Do It on My Own (feat. Manu-L & Craig David)
- 2011: Save Your Heart (feat. Manu-L)
- 2011: The Way We Are (feat. Manu-L)
- 2012: Single Ladies (feat. Manu-L & J-Son)
- 2012: Doing It Right (feat. Manu-L & Amanda Wilson)
- 2012: Higher Ground (feat. Manu-L)
- 2013: Hollywood Ending (2k13 Remix) (feat. Manu-L & J-Son)
- 2013: Somebody Dance with Me 2013 (feat. DJ Bobo & Manu-L)
- 2013: Holidays (feat. Manu-L)
- 2014: In my dreams (feat. Manu-L)
- 2014: Waiting for (feat. Manu-L)
- 2015: Livin' La Vida (feat. Manu-L & J-Son)
- 2015: Together We Are One (Bring Back the Energy) (feat. Manu-L & Culcha Candela)
- 2016: Another Day in Paradise (feat. Manu-L)
- 2016: L.I.F.E. (feat. Manu-L)
- 2017: Give Me Love (feat. Manu-L)
- 2018: Back Again (feat. Manu-L & Lyracis)
- 2018: Heaven (feat. Manu-L & I.GOT.U)